# Mydaea diaphana
Mydaea diaphana är en tvåvingeart som beskrevs av Stein 1918. Mydaea diaphana ingår i släktet Mydaea och familjen husflugor.
Artens utbredningsområde är Sri Lanka. Inga underarter finns listade i Catalogue of Life.